# محوطه گاومیش چران ۱
محوطه گاومیش چران ۱ مربوط به دوره ساسانیان است و در شهرستان گیلانغرب، بخش مرکزی، دهستان گورسفید، ۲۰۰ متری شرق روستای گاومیش چران واقع شده و این اثر در تاریخ ۲۶ اسفند ۱۳۸۷ با شمارهٔ ثبت ۲۵۵۹۸ به‌عنوان یکی از آثار ملی ایران به ثبت رسیده است.